# Сельги (деревня)
Се́льги (карел. Sellinkylä, Selgi) — деревня в составе Паданского сельского поселения Медвежьегорского района Республики Карелия Российской Федерации. Комплексный памятник истории.

## Общие сведения
Расположена на юго-восточном берегу озера Селецкого.
В XVI—XVIII вв. селение являлось центром Селецкого погоста в составе Лопских погостов.
В центре деревни находится памятник истории — братская могила советских партизан и воинов, погибших в годы Гражданской и Советско-финской войны (1941—1944). На могиле установлен металлический обелиск.
В деревне находится полуразрушенное здание Преображенской (?) церкви.

## Население
| 2002 | 2009 | 2010 | 2013 |
| ---- | ---- | ---- | ---- |
| 138  | ↘99  | ↘67  | ↘52  |

Основную часть населения деревни составляют карелы (83 %, 2002 год).

## Улицы
- ул. Заречная
- ул. Зелёная
- ул. Колхозная
- ул. Набережная
- ул. Пряккиля
- ул. Рабочая
- ул. Северная
- ул. Центральная
- ул. Школьная
- ул. Южная
- ул. Южный Конец

## Галерея

Деревня Сельги
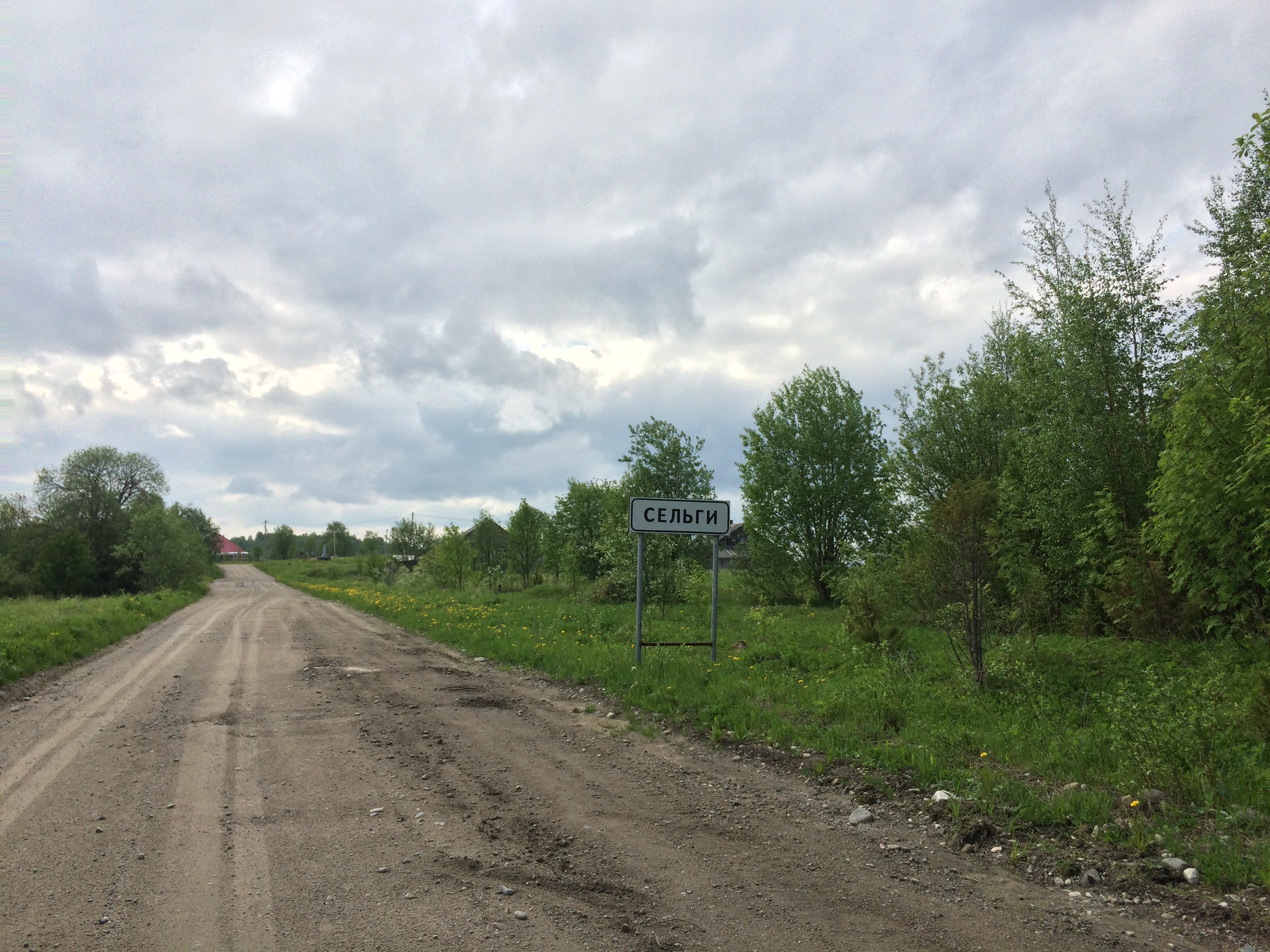
Въезд в деревню со стороны Падан
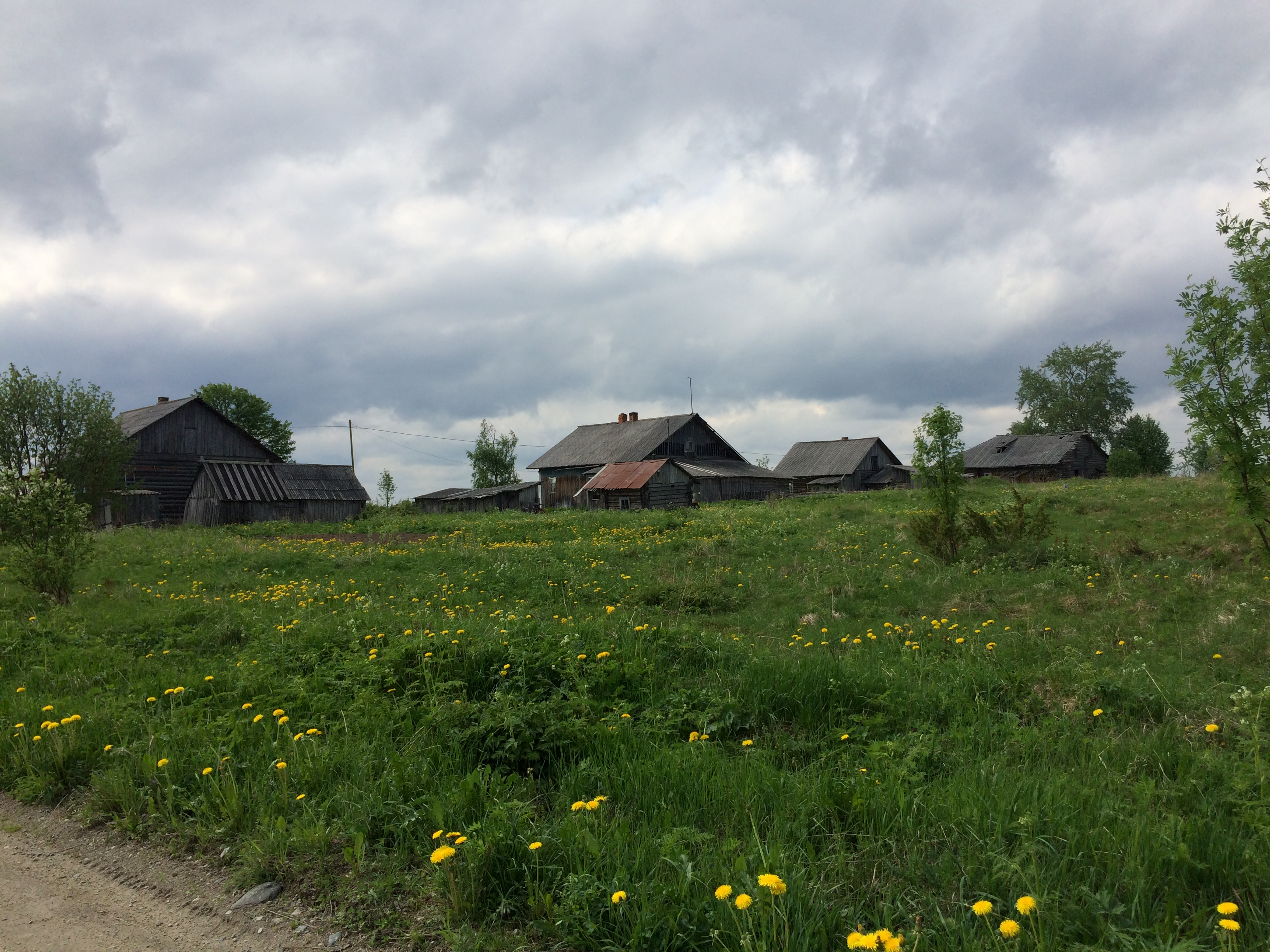
Деревенские дома
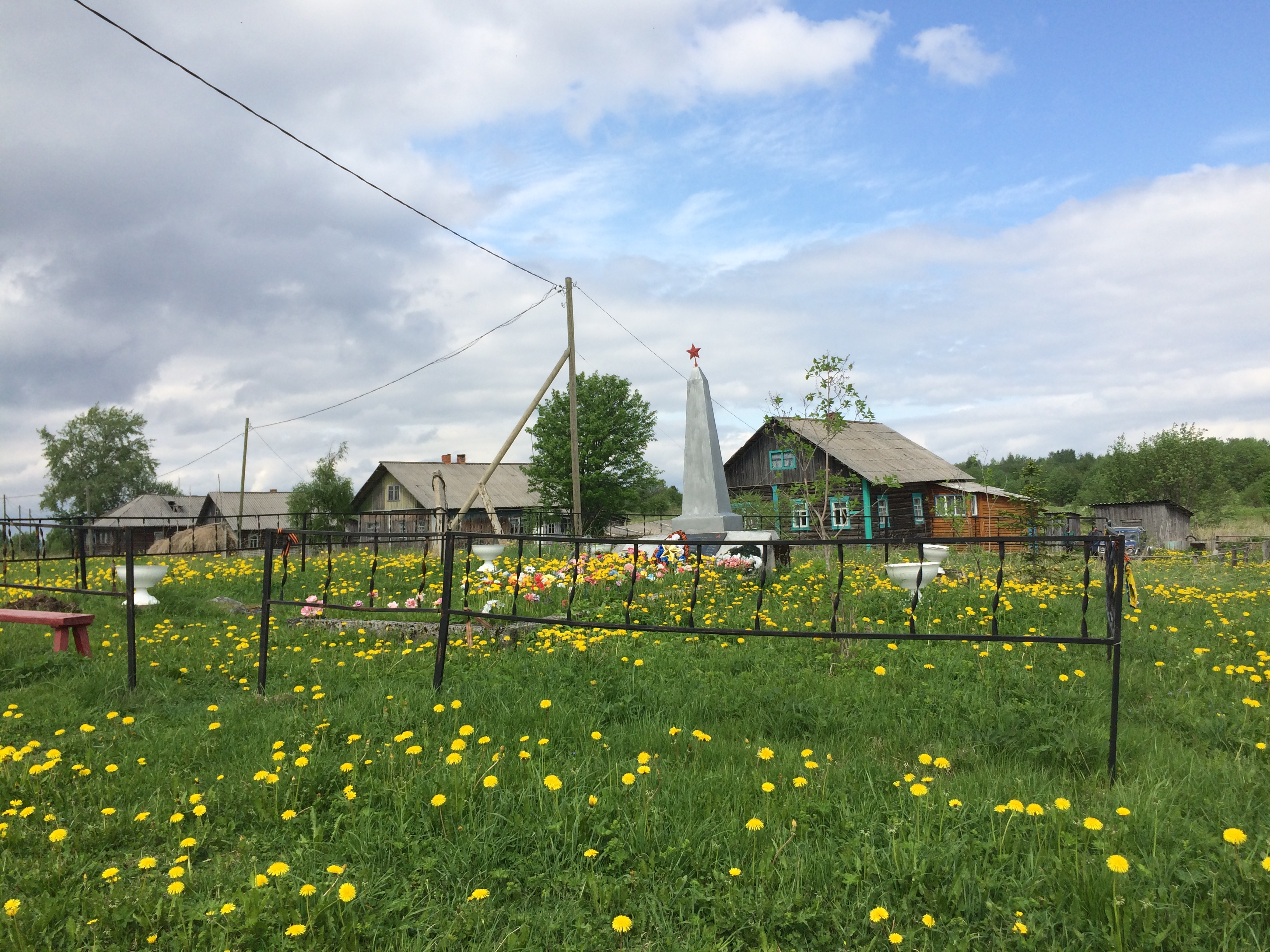
Братская могила
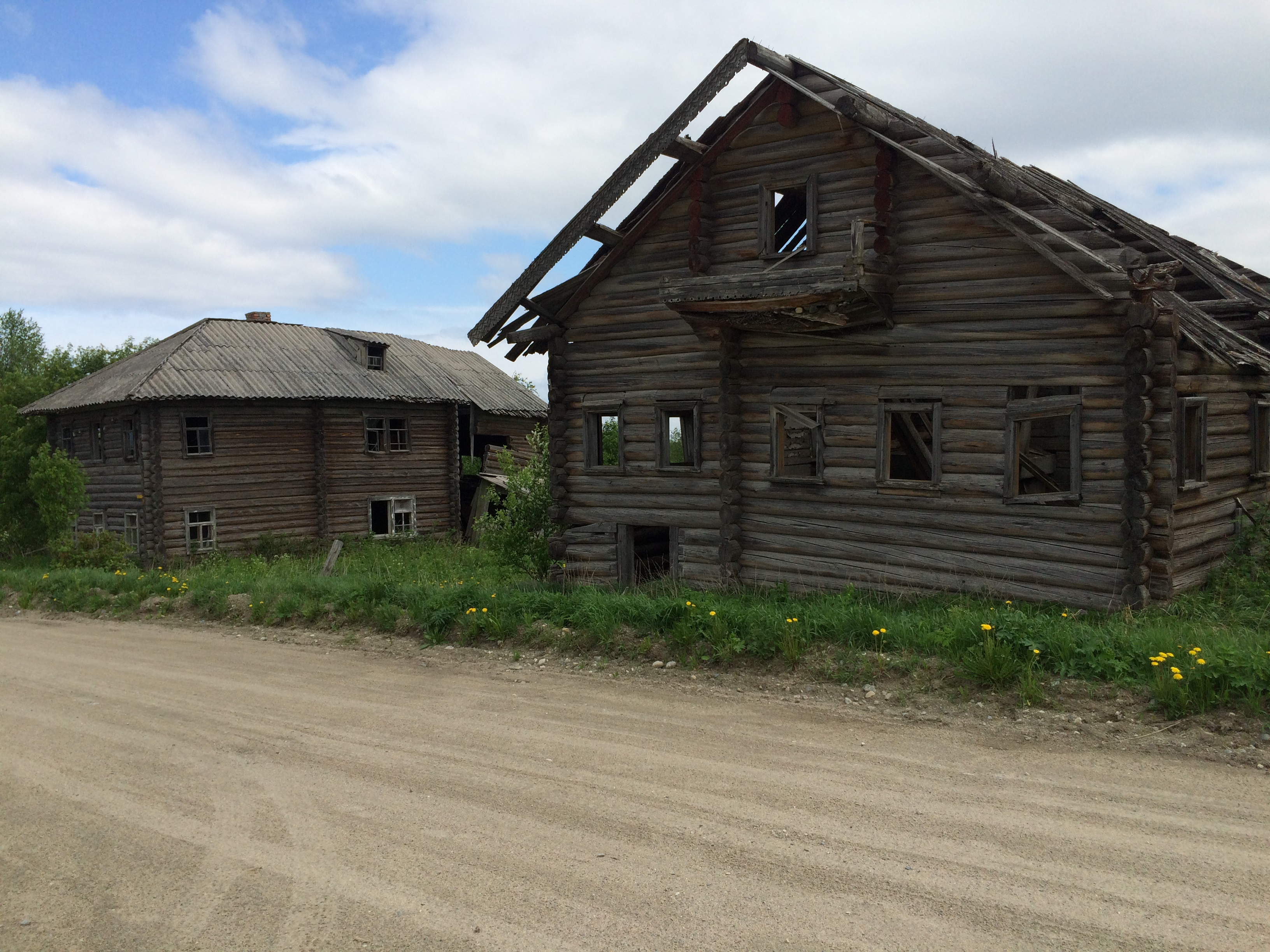
Заброшенные строения
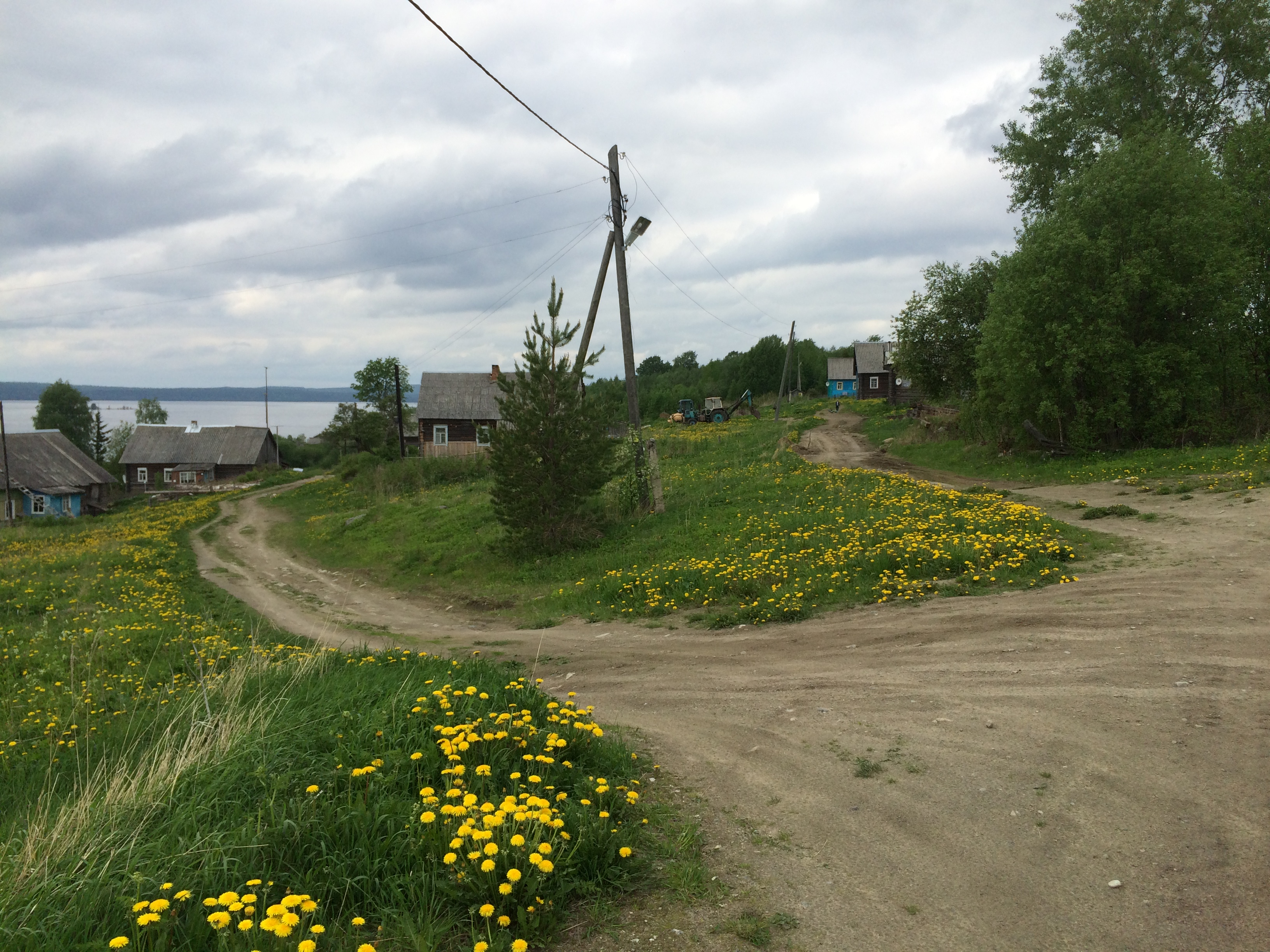
Вид на озеро Селецкое
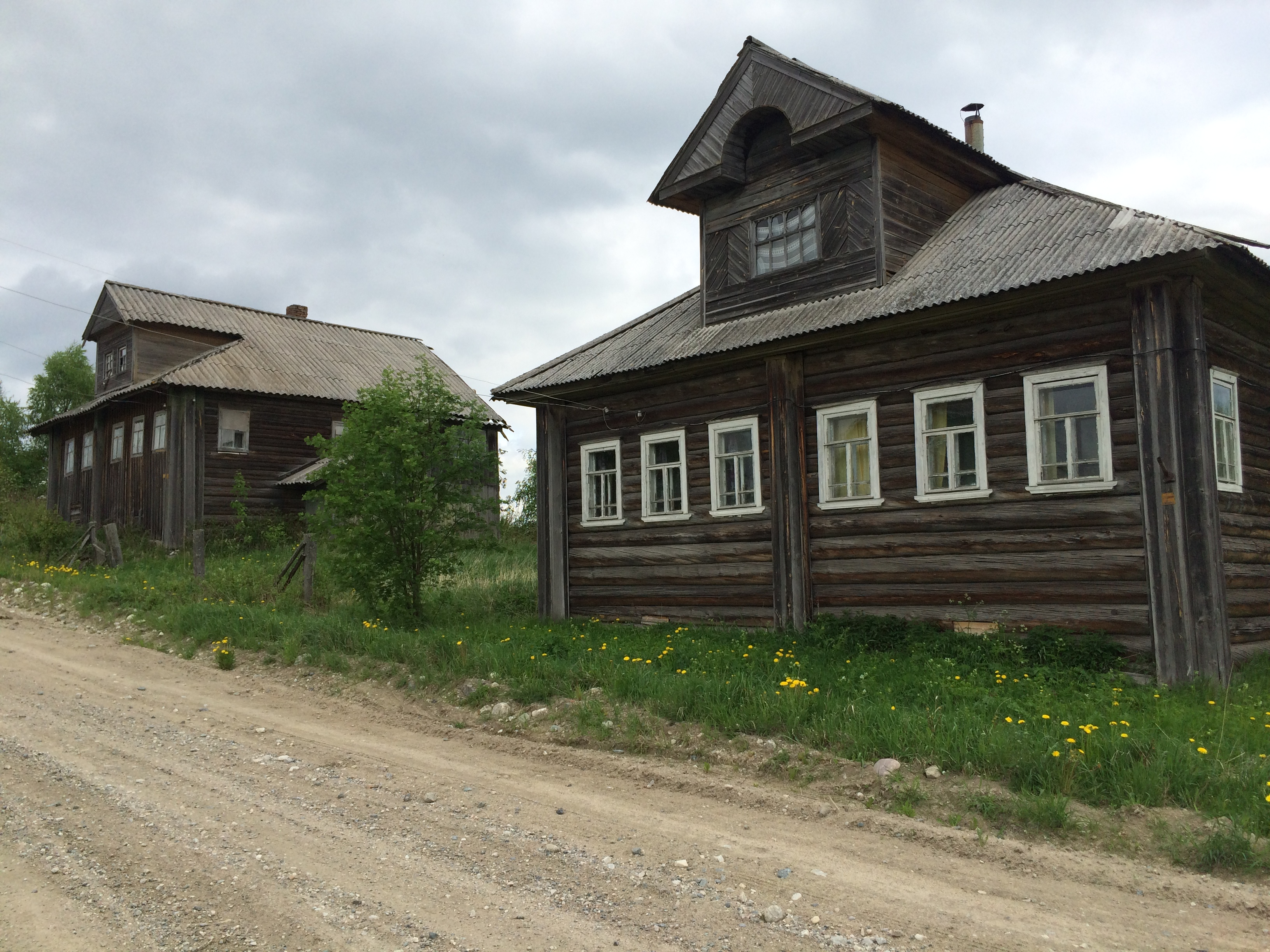
Карельские дома

## Известные уроженцы
- Туруев, Тимофей Ефимович (1877-1948) - русский и карельский сказитель.